# Обмачівська сільська рада
О́бмачівська сільська́ ра́да — адміністративно-територіальна одиниця та орган місцевого самоврядування в Бахмацькому районі Чернігівської області. Адміністративний центр — село Обмачів.

## Загальні відомості
Обмачівська сільська рада утворена у 1921 році.
05.02.1965 Указом Президії Верховної Ради Української РСР передано Корінецьку сільраду Роменського району і Обмачівську Борзнянського району до складу Бахмацького району Чернігівської області.
- Територія ради: 73,547 км²
- Населення ради: 1 157 осіб (станом на 1 січня 2012 року)

## Населені пункти
Сільській раді підпорядковані населені пункти:
- с. Обмачів
- с. Вербівка
- с. Осіч
- с. Слобідка

## Історія
Сільська рада створена у 1921 році.
Нинішня сільська рада є однією з 20-ти сільських рад Бахмацького району і одна з 16, яка складається з більше, ніж з одного населеного пункту.

## Склад ради
Рада складається з 16 депутатів та голови.
- Голова ради: Кухаренко Віталій Михайлович
- Секретар ради: Тараленко Тамара Володимирівна

### Керівний склад попередніх скликань
| Прізвище, ім'я, по батькові  | Основні відомості                                                                     | Дата обрання | Дата звільнення |
| ---------------------------- | ------------------------------------------------------------------------------------- | ------------ | --------------- |
| Брагінець Петро Михайлович   | Сільський голова, 1961 року народження, безпартійний                                  | 26.03.2006   | 05.05.2009      |
| Кухаренко Віталій Михайлович | Сільський голова, 1948 року народження, освіта вища, член Народної партії             | 20.06.2010   | 31.10.2010      |
| Кухаренко Віталій Михайлович | Сільський голова, 1948 року народження, освіта вища, член Української Народної Партії | 31.10.2010   |                 |

Примітка: таблиця складена за даними сайту Верховної Ради України

### Депутати
За результатами місцевих виборів 2010 року депутатами ради стали:

#### За суб'єктами висування
| Суб'єкт висування | Кількість обраних депутатів | %    |
| ----------------- | --------------------------- | ---- |
| Самовисування     | 14                          | 87,5 |
| Партія регіонів   | 2                           | 12,5 |

#### За округами
| № округу        | Прізвище, ім'я, по батькові    | Дата визнання обраним | Освіта  | Партійна приналежність                        | Відомості про обраного депутата                                      |
| --------------- | ------------------------------ | --------------------- | ------- | --------------------------------------------- | -------------------------------------------------------------------- |
| Партія регіонів |                                |                       |         |                                               |                                                                      |
| 7               | Гриб Микола Михайлович         | 01.11.2010            | вища    | член Партії регіонів                          | Батуринська ДЛВМ, лікар                                              |
| 8               | Білогруд Олексій Степанович    | 01.11.2010            | вища    | позапартійний                                 | БахмачДержрайпромлісництв, лісник                                    |
| Самовисування   |                                |                       |         |                                               |                                                                      |
| 1               | Городненко Микола Михайлович   | 01.11.2010            | вища    | позапартійний                                 | ТОВ"Обмачівські зорі", агроном                                       |
| 2               | Божок Валерій Петрович         | 01.11.2010            | вища    | позапартійний                                 | ТОВ"Обмачівські зорі", завідувач ферми                               |
| 3               | Аверкіна Людмила Петрівна      | 01.11.2010            | вища    | член Партії регіонів                          | ТОВ"Обмачівські зорі", оператор комп. набору                         |
| 4               | Тараленко Сергій Миколайович   | 01.11.2010            | вища    | позапартійний                                 | ЗАТ «укрнафтогазгеофізика», водій                                    |
| 5               | Кошка Віталій Миколайович      | 01.11.2010            | середня | позапартійний                                 | СТОВ"Обмачівські зорі", керівник ПСО                                 |
| 6               | Немідько Ольга Дмитрівна       | 01.11.2010            | вища    | член Політичної партії «Сильна Україна»       | приватний підприємець                                                |
| 9               | Самозвон Анотолій Анатолійович | 01.11.2010            | вища    | позапартійний                                 | Батуринське лісництво, лісник                                        |
| 10              | Тараленко Тамара Валодимирівна | 01.11.2010            | вища    | позапартійна                                  | Обмачівська сільська рада, секретар                                  |
| 11              | Блажко Наталія Олександрівна   | 01.11.2010            | вища    | член Політичної партії «Сильна Україна»       | Батуринська РЛ № 2, медсестра                                        |
| 12              | Андріяко Наталія Іванівна      | 01.11.2010            | вища    | позапартійна                                  | тимчасово не працює                                                  |
| 13              | Нічога Наталія Василівна       | 01.11.2010            | вища    | позапартійна                                  | Обмачівська сільська рада, бухгалтер                                 |
| 14              | Винник Олександр Михайлович    | 01.11.2010            | середня | позапартійний                                 | СТОВ «Зірка», водій                                                  |
| 15              | Самозвон Людмила Володимирівна | 01.11.2010            | вища    | позапартійна                                  | Територіальний центр соціального обслуговування пенсіонерів, діловод |
| 16              | Горіла Надія Петрівна          | 01.11.2010            | вища    | член Всеукраїнського об'єднання «Батьківщина» | Клуб-бібліотека, завідувачка                                         |